# Berga/Elster (camp)
Le camp de Berga/Elster (Berga-sur-Elster en français), également surnommé Schwalbe V (Hirondelle 5 en allemand), est un des « Kommandos » annexes du camp de concentration de Buchenwald ouvert du 13 novembre 1944 au 23 avril 1945 pour la construction de galeries dans la montagne afin d'aménager des voies d’accès à une usine souterraine de la société Zeitz.

## Le camp de concentration
Les prisonniers venaient du Stalag IX-B (en) et du camp de concentration de Buchenwald. Le 13 novembre 1944, 70 prisonniers arrivèrent du camp de Buchenwald. Le 13 décembre 1944, 1000 prisonniers, le 30 décembre 1944, 500 prisonniers, le 1 janvier 1945, 298 prisonniers, 26 février 1945, 500 prisonniers, et le 15 mars 1945, 500 prisonniers. Soit un total de 3300 prisonniers environs. De novembre 1944 à avril 1945, 313 prisonniers sont morts dans le camp,. Le but du camp servait à transformer le charbon en carburant pour avions via l'hydrogénation[réf. nécessaire]. Les conditions de travail restaient inhumaines. Les prisonniers de guerre ont creusé 17 tunnels pour la construction d'une usine de munitions souterraine. 350 soldats américains capturés lors de bataille des Ardennes ont été envoyés dans ce camp. Le 4 avril 1945, 300 prisonniers américains sont évacués du camp avant l'approche des troupes américaines. Au cours de cette marche, 36 américains sont morts,.